# Zuidplein (metrostation)
Zuidplein is een belangrijk metrostation van de Rotterdamse metro in Rotterdam-Zuid. Het station grenst aan het gelijknamige winkelcentrum. Zowel Rotterdam Ahoy als het Ikazia Ziekenhuis liggen op loopafstand.
Station Zuidplein is een van de grootste openbaar vervoerknooppunten van Rotterdam. Het is in grootte en drukte het tweede busstation van Nederland, na dat van Utrecht Centraal.

## Geschiedenis
Het station is geopend op 9 februari 1968 en vormde toen het eindpunt van de eerste metrolijn van Nederland (Centraal Station - Zuidplein). In 1970 werd deze lijn naar station Slinge doorgetrokken.
In de stationshal bevond zich tot 1 oktober 2011 een vestiging van de klantenservice van de RET.

## Veiligheid
Het Zuidplein ligt binnen een gebied dat over het algemeen niet als bijzonder veilig wordt gezien, het kreeg in 2006 een cijfer van 4.4 op de veiligheidsindex. Dit lijkt veel te maken te hebben met het metrostation en het busstation, het winkelcentrum wordt als veiliger beschouwd. In 1989 vond er een drievoudige moord plaats, later bekend als de metromoorden. In maart 2007 werd een 20-jarige jongen neergeschoten die later die dag overleed. In de reacties op deze moord werd onder andere gewezen op groepen jongeren die rondhangen en bedreigend overkomen.

## Metrostation
| Lijn  | Route | Opmerkingen            |
| ----- | --- | ---------------------- |
| 03    | Rotterdam Centraal - Stadhuis - Beurs - Leuvehaven - Wilhelminaplein - Rijnhaven - Maashaven - Zuidplein - Slinge - Rhoon - Poortugaal - Tussenwater - Hoogvliet - Zalmplaat - Spijkenisse Centrum - Heemraadlaan - De Akkers |                        |
| 03bis | Den Haag Centraal - Laan van NOI - Voorburg 't Loo - Leidschendam-Voorburg - Forepark - Nootdorp - Pijnacker Centrum - Pijnacker Zuid - Berkel Westpolder - Rodenrijs - Meijersplein - Melanchtonweg - Blijdorp - Rotterdam Centraal - Stadhuis - Beurs - Leuvehaven - Wilhelminaplein - Rijnhaven - Maashaven - Zuidplein - Slinge | Onderdeel RandstadRail |

## Busstation

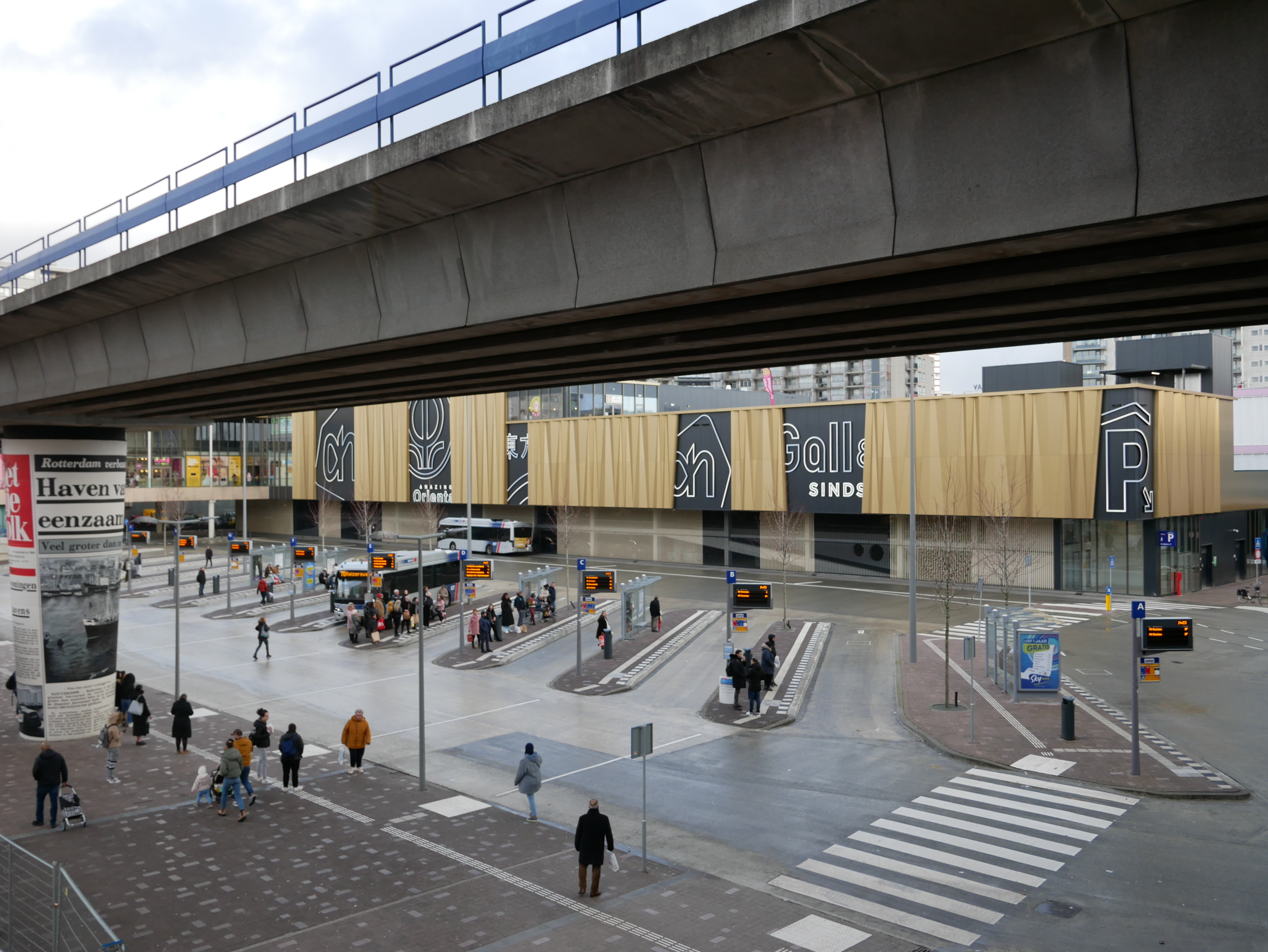
Het busstation na de verbouwing in 2021 en 2022

Het busstation kent twee etages, op de begane grond vertrekken de bussen en op de eerste etage komen de bussen aan.
Oorspronkelijk vertrokken de bussen onder het metroviaduct en ten noorden daarvan. Na de verbouwing in 2021 en 2022 vertrekken de bussen van de noordzijde en bufferen de bussen onder het metroviaduct.  
De volgende buslijnen stoppen op het busstation Zuidplein:
| Perron                | Lijn                  | Bestemming                             | Via | Vervoerder               | Bijzonderheden                                                                                 |
| Stadsdienst Rotterdam | Stadsdienst Rotterdam | Stadsdienst Rotterdam                  | Stadsdienst Rotterdam | Stadsdienst Rotterdam    | Stadsdienst Rotterdam                                                                          |
| --------------------- | --------------------- | -------------------------------------- | --- | ------------------------ | ---------------------------------------------------------------------------------------------- |
| A                     | 44                    | Rotterdam Centraal                     | Carnisse, Dijkzigt, Tiendplein | RET                      | 6-4-2 bus                                                                                      |
| B                     | 66                    | Feijenoord                             | Ikazia Ziekenhuis, Strevelsweg, Lange Hilleweg, Hillevliet, Polderlaan, Spoorweghaven, Station Zuid, Vrij Entrepot, Nassauhaven, Zinkerstraat, Persoonsdam, Damstraat, Station Zuid, Spoorweghaven, Polderlaan, Hillevliet, Lange Hilleweg, Strevelsweg, Ikazia Ziekenhuis, Ahoy | RET                      | 6-4-2 bus. Ringlijn tussen Vrij Entrepot en Damstraat                                          |
| E                     | 67                    | Pendrecht                              | Pleinweg, Groene Kruisweg, Plein 1953 | RET                      | Spitsbus                                                                                       |
| M                     | 68                    | RDM Campus                             | Slinge Metro, Plein 1953, Waalhaven, Heijplaat | RET                      | 6-4-2 bus                                                                                      |
| M                     | 69                    | Pernis                                 | Waalhaven, Distripark Eemhaven | RET                      | Spitsbus                                                                                       |
| F                     | 70                    | Keizerswaard                           | Slinge Metro, Zuidwijk, Zuiderbegraafplaats, Spinozaweg, Lombardijen, Station Lombardijen | RET                      | 6-4-2 bus                                                                                      |
| A                     | 70                    | Charlois                               | Carnisse | RET                      | 6-4-2 bus                                                                                      |
| E                     | 71                    | Waalhaven Noordzijde                   | Pleinweg | RET                      | Rijdt alleen in de doordeweekse daluren                                                        |
| E/F                   | 72                    | Sluisjesdijk                           | Slinge Metro, Plein 1953, Waalhaven Oostzijde | RET                      | Spitsbus                                                                                       |
| B                     | 75                    | Kralingse Zoom                         | Ikazia Ziekenhuis, Strevelsweg, Breeplein, Stadion Feijenoord, Zomerland, Van Brienenoordbrug (), HES | RET                      | Rijdt niet na 19:00 uur en in het weekend                                                      |
| E                     | 76                    | Keizerswaard                           | Ikazia Ziekenhuis, Vreewijk, Station Lombardijen, Groot-IJsselmonde | RET                      | 6-4-2 bus                                                                                      |
| B                     | 77                    | SS Rotterdam                           | Ikazia Ziekenhuis, Sandelingplein, Randweg, Hillevliet, Putselaan, Afrikaanderplein, Rijnhaven, Katendrecht | RET                      |                                                                                                |
| N                     | 668                   | RDM Campus                             | | RET                      | Scholierenlijn                                                                                 |
| Streekvervoer         |                       |                                        | |                          |                                                                                                |
| C                     | 82                    | Rhoon Portland                         | Slinge Metro, Smitshoek | RET                      | 6-4-2 bus                                                                                      |
| C                     | 84                    | Barendrecht Station                    | Vaanweg, Guido Gezelleweg, Pascalweg, Muziekwijk, Lindehoevelaan, Park Buitenoord | RET                      |                                                                                                |
| D                     | 142                   | Slikkerveer, Dillenburgplein           | Lombardijen, Winkelcentrum Keizerswaard, Bolnes | RET                      | Rijdt niet 's avonds en op zondag                                                              |
| D                     | 143                   | Ridderkerk Drievliet                   | Lombardijen, Winkelcentrum Keizerswaard | RET                      | Spitsbus                                                                                       |
| D                     | 144                   | Ridderkerk Drievliet                   | Lombardijen, Winkelcentrum Keizerswaard, Bolnes, Slikkerveer, Ridderkerk Drievliet | RET                      | Rijdt 's avonds en op zondag niet tussen Ridderkerk Koningsplein en Ridderkerk Drievliet       |
| D                     | 146                   | Ridderkerk Drievliet                   | | RET                      | Sneldienst                                                                                     |
| C                     | 183                   | Kralingse Zoom                         | Slinge Metro, Portland, Middeldijkerplein ( 5 ), Vaanpark/IKEA, Vrouwenpolder, Barendrecht-Centrum: Lindehoevelaan, Pascalweg, Station Lombardijen, Keizerswaard, HES | RET                      | Rijdt niet 's avonds en op zondag                                                              |
| C                     | 187                   | Ridderkerk Nieuw-Reijerwaard           | Vaanweg, Spinozaweg, Pascalweg, Station Barendrecht | RET                      | Spitsbus                                                                                       |
| C                     | 283                   | Barendrecht Station                    | Slinge Metro, Portland, Middeldijkerplein ( 5 ), Vaanpark/IKEA | RET                      | Spitsbus                                                                                       |
| D                     | 290                   | Ridderkerk Donkersloot                 | | RET                      | Spitsbus                                                                                       |
| N                     | 567                   | Zuidwijk                               | Carnisse, Pendrecht, Slinge | RET                      | Buurtbus                                                                                       |
| G                     | 92                    | Dordrecht Station                      | Hendrik-Ido-Ambacht Oostendam, Hendrik-Ido-Ambacht, Zwijndrecht | Qbuzz                    | Rijdt 's avonds en op zondag niet tussen Hendrik-Ido-Ambacht Oostendam en Rotterdam Zuidplein. |
| G                     | 491                   | Sliedrecht De Grienden                 | Alblasserdam, Papendrecht | Qbuzz                    | R-net                                                                                          |
| L                     | 360                   | Putte Moretuslei                       | Numansdorp , Dinteloord, Steenbergen, Halsteren, Bergen op Zoom, Hoogerheide, Ossendrecht | Arriva                   | Bravodirect                                                                                    |
| H                     | 160                   | Goudswaard Dorp                        | Heinenoord, Oud-Beijerland, Nieuw-Beijerland, Piershil | Connexxion               |                                                                                                |
| J                     | 166                   | Dordrecht Station                      | Heinenoord, Blaaksedijk, Puttershoek, Maasdam, 's-Gravendeel | Connexxion               |                                                                                                |
| H                     | 171                   | Oud-Beijerland Winkelcentrum           | | Connexxion               | Ringlijn in één richting, tegengesteld aan lijn 172.                                           |
| H                     | 172                   | Oud-Beijerland Winkelcentrum           | | Connexxion               | Ringlijn in één richting, tegengesteld aan lijn 171. Rijdt niet 's avonds op zondag.           |
| J                     | 174                   | Numansdorp Wethouder van der Veldenweg | Mijnsheerenland, Westmaas, Klaaswaal | Connexxion               | Spitsbus                                                                                       |
| J                     | 176                   | Dordrecht Station                      | Puttershoek, Maasdam, 's-Gravendeel | Connexxion               | Spitsbus                                                                                       |
| J                     | 177                   | Strijen Julianastraat                  | Maasdam | Connexxion               | Spitsbus                                                                                       |
| L                     | 395                   | Zierikzee Busstation                   | Bruinisse | Van Oeveren × Connexxion | Rijdt niet 's avonds en in het weekend.                                                        |
| K                     | 436                   | Ouddorp Bernhardweg                    | Numansdorp , Oude-Tonge, Middelharnis, Dirksland, Stellendam, (Goedereede) | Connexxion               | R-net, rijdt maandag t//m zaterdag overdag niet verder dan Stellendam.                         |
| K                     | 437                   | Dirksland Ziekenhuis                   | Numansdorp , Middelharnis | Connexxion               | R-net, sneldienstroute van lijn 436. Spitsbus.                                                 |

## Toekomst
Er zijn plannen om een nieuwe metrolijn aan te leggen vanaf Kralingse Zoom via het (nieuwe) Feyenoord-stadion en Zuidplein naar de Waalhaven.
Rotterdam Centraal  · Stadhuis · Beurs · Leuvehaven · Wilhelminaplein · Rijnhaven · Maashaven · Zuidplein · Slinge · Rhoon · Poortugaal · Tussenwater · Hoogvliet · Zalmplaat · Spijkenisse Centrum · Heemraadlaan · De Akkers
Den Haag Centraal  · Laan van NOI  · Voorburg 't Loo · Leidschendam-Voorburg · Forepark · Leidschenveen · Nootdorp · Pijnacker Centrum · Pijnacker Zuid · Berkel Westpolder · Rodenrijs · Meijersplein/Airport · Melanchthonweg · Blijdorp · Rotterdam Centraal  · Stadhuis · Beurs · Leuvehaven · Wilhelminaplein · Rijnhaven · Maashaven · Zuidplein · Slinge